# 陈晓东 (外交官)
陈晓东（1965年12月—），安徽庐江人，中华人民共和国外交官。现任国家国际发展合作署署长。

## 生平
陈晓东毕业于北京第二外国语学院阿拉伯语专业。1987年，进入中华人民共和国外交部工作，先后在外交部西亚北非司、驻沙特阿拉伯商务代表处、驻沙特阿拉伯大使馆、驻约旦大使馆和驻埃及大使馆任职，后任驻埃及大使馆参赞。2002年，任外交部西亚北非司参赞，后升任副司长。
2007年2月至2008年5月，出任中华人民共和国驻伊拉克大使。
2008年6月，任驻英国大使馆公使。
2010年10月，任外交部西亚北非司司长。
2015年6月至2017年8月，出任中华人民共和国驻新加坡大使。
2017年7月，任主管西亚北非、非洲地区事务及財務工作的外交部部长助理，後改爲分管西亚北非、非洲地区、涉外安全事务以及档案工作。
2020年9月至2024年3月，出任中华人民共和国驻南非大使。
2024年3月14日，任外交部副部长。
2025年4月16日，出任国家国际发展合作署署长，同时不再担任外交部副部长。

## 家庭
已婚，夫人张斌，两人育有一女。